# Yoann Le Boulanger
Yoann Le Boulanger (Guingamp, 4 novembre 1975) è un ex ciclista su strada francese.

## Palmarès

### Strada
- 1999 (Dilettanti, una vittoria)

4ª tappa Tour de l'Avenir (Pornic > Chantonnay)
- 2002 (Dilettanti, una vittoria)

Classifica generale Trois Jours de Cherbourg
- 2003 (MBK-Oktos, una vittoria)

1ª tappa Grand Prix de la Somme (Péronne > Araines)
- 2006 (Bouygues Telecom, una vittoria)

Tour du Doubs

#### Altri successi
- 2007 (Bouygues Telecom)

Classifica scalatori Tour de Pologne

## Piazzamenti

### Grandi Giri
- Giro d'Italia

2006: 119º
2007: 30º
2008: 27º
- Tour de France

2008: 74º

### Classiche monumento
- Liegi-Bastogne-Liegi

2005: 39º
2007: 108º
2008: 36º
- Giro di Lombardia

2006: 90º